# Bögöt
Bögöt (em croata: Bogut) é um município da Hungria, situado no condado de Vas. Tem 4,99 km² de área e sua população em 2015 foi estimada em 384 habitantes.